# Richmond (Ohio)
Pour les articles homonymes, voir Richmond.
Richmond est un village américain situé dans le comté de Jefferson, dans l'Ohio. Selon le recensement de 2010, sa population est de 481 habitants.